# Joseph Bessala
Joseph Bessala (1 de janeiro de 1941 - 25 de abril de 2010) foi um pugilista camaronês.